# Uropetala
Uropetala é um género de libelinha da família Petaluridae. É endémico da Nova Zelândia.
Este género contém duas espécies:
- Uropetala carovei (White, 1846) – libelinha-gigante-do-mato
- Uropetala chiltoni (Tillyard, 1921) - libelinha-gigante-da-montanha